# Coprosma elliptica
Coprosma elliptica är en måreväxtart som beskrevs av Walter Reginald Brook Oliver. Coprosma elliptica ingår i släktet Coprosma och familjen måreväxter. Inga underarter finns listade i Catalogue of Life.